# Giuseppe Albeggiani
Giuseppe Albeggiani (Palermo, 24 dicembre 1818 – Palermo, 16 settembre 1892) è stato un matematico italiano.

## Biografia
Laureato in ingegneria nel 1842, fu ordinario di "Introduzione al calcolo"  a partire dal 1860 presso l'Università di Palermo.
Divenuto preside della Facoltà di scienze matematiche, fisiche e naturali, nel 1869 succede a Stanislao Cannizzaro nell'incarico di rettore dell'università di Palermo, ruolo che ricoprirà sino al 1874.

È stato presidente del Circolo Matematico di Palermo.